# 麥克唐納鎮區 (密蘇里州賈斯珀縣)
麦克唐纳鎮區（英語：McDonald Township）是位於美國密蘇里州賈斯珀縣的一個行政鎮區。

## 地方資料
麦克唐纳鎮區的面積為117.77平方千米，當中陸地面積為117.49平方千米，而水域面積為0.28平方千米。根據2020年美國人口普查的數據，當地共有人口797人，而人口密度為每平方千米6.77人。